# Koziki-Olszyny
Koziki-Olszyny – wieś w Polsce położona w województwie podlaskim, w powiecie kolneńskim, w gminie Kolno.
W latach 1975–1998 miejscowość administracyjnie należała do województwa łomżyńskiego.
Na południe od wsi płynie Skroda, dopływ Pisy.